# Akbot
Akbot — компьютерный червь, созданный для заражения компьютеров и присоединения их к ботнету. Сам ботнет использовался для DDoS-атак на IRC-серверы и охранные фирмы. Из-за одной из таких атак отключился сервер университета Пенсильвании. Всего в ботнете находилось 1,3 млн устройств.
Akbot является DLL-файлом. При заражении он копирует себя под названием CSMSS.EXE и помещает в папку Windows.

## Автор червя
Автором червя и ботнета является новозеландский юноша Оуэн Уокер, также известный как «Akill». За всё время существования ботнета он получил $40,000 за счёт рекламного ПО. Он был арестован во время операции «Bot Roast» и признал себя виновным, на тот момент ему было 18 лет. Он не был приговорён к заключению, но ему пришлось выплатить $9526 университету Пенсильвании в качестве компенсации.